# Barromán
Barromán är en kommun i Spanien. Den ligger i provinsen Ávila i den autonoma regionen Kastilien och León i centrala delen av landet, 120 km nordväst om huvudstaden Madrid. Antalet invånare är 175 (2024).